# Răculești, Criuleni
Răculești este satul de reședință al comunei cu același nume  din raionul Criuleni, Republica Moldova.